# Jannis Bäcker
Jannis Bäcker (* 1. Januar 1985 in Unna) ist ein deutscher Bobfahrer.

## Karriere
Bei der Bob-Europameisterschaft 2013 holte Jannis Bäcker zusammen mit Pilot Francesco Friedrich im Zweierbob die Bronzemedaille. Wenige Tage später wurde das Duo bei der Weltmeisterschaft in St. Moritz Weltmeister. Mit derselben Besatzung gab Bäcker sein olympisches Debüt bei den Winterspielen 2014 in Sotschi und erreichte mit Friedrich den achten Rang. Im Viererbob mit Gregor Bermbach und Thorsten Margis belegten Friedrich und Bäcker den zehnten Rang.